# Directorio civil de Primo de Rivera

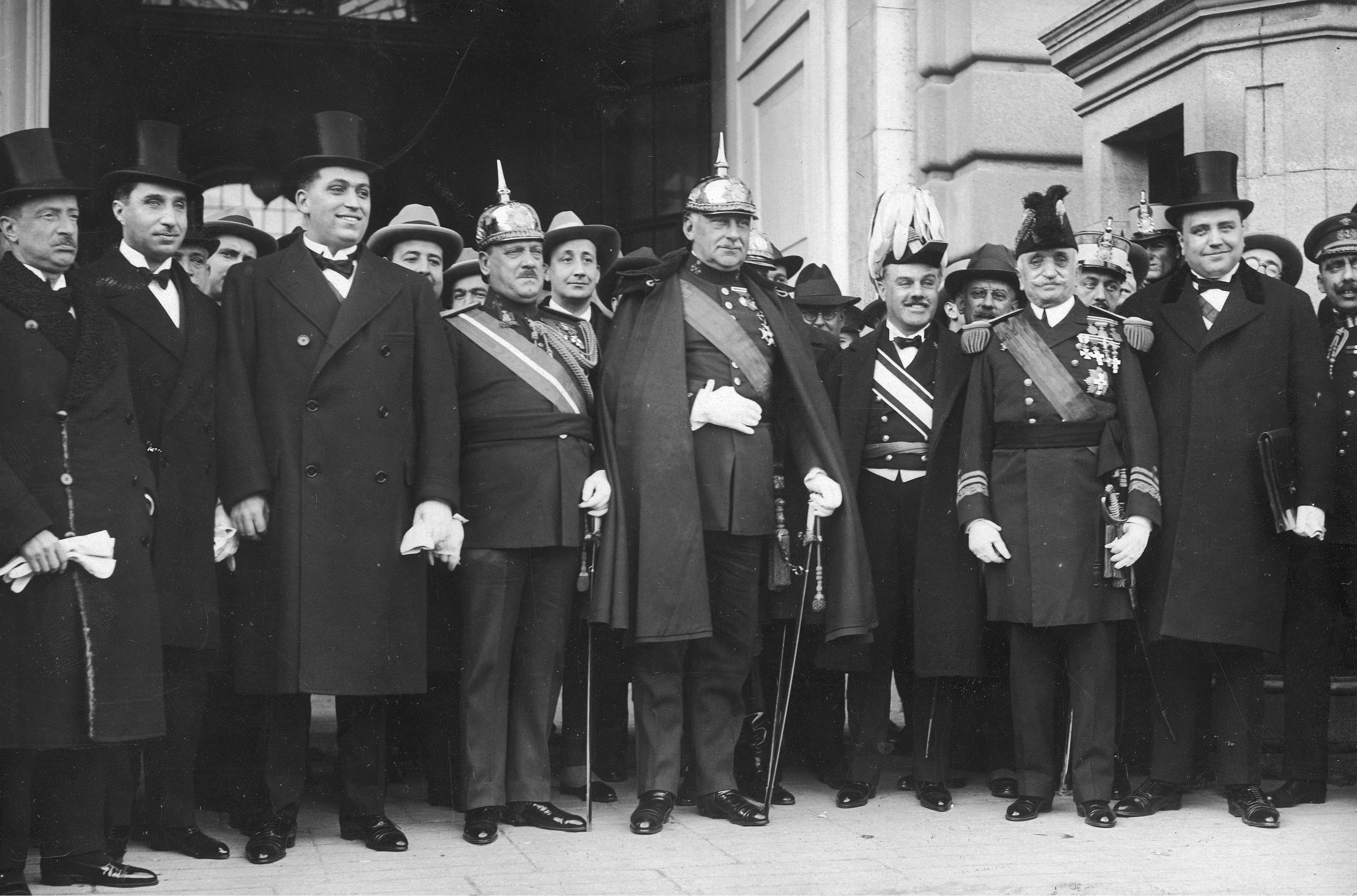
Los miembros del directorio civil de Primo de Rivera en diciembre de 1925. En primera fila, de izquierda a derecha, Eduardo Callejo (Instrucción Pública), José Yanguas (Estado), José Calvo Sotelo (Hacienda), Severiano Martínez Anido (Gobernación), Miguel Primo de Rivera (presidente), conde de Guadalhorce (Fomento), Honorio Cornejo (Marina) y Eduardo Aunós (Trabajo).

El Directorio civil constituye el segundo y último periodo de la dictadura de Primo de Rivera en España. Se llamó así por el nombre que recibió el gobierno nombrado por Miguel Primo de Rivera en diciembre de 1925 y que sustituyó al Directorio militar que había detentado el poder tras el triunfo del golpe de Estado de Primo de Rivera de septiembre de 1923. El propósito del dictador era estabilizar su régimen "gracias a la creación de una base civil de apoyo". Pero el proyecto de institucionalización fracasó y Primo de Rivera presentó la dimisión al rey Alfonso XIII, que también le había retirado su apoyo, en enero de 1930, dando paso a la «dictablanda» de Berenguer.

## El nacimiento del Directorio civil
Según el historiador Eduardo González Calleja, en enero de 1924, tras la disolución definitiva del parlamento en noviembre de 1923, "se descartó definitivamente la idea de una dictadura provisional de pocos meses de duración. En abril de 1925 Primo ya pensaba en la constitución de un nuevo Gobierno cuando se liquidara la cuestión marroquí.
Tras el desembarco de Alhucemas Primo tomó la decisión de constituir el que sería conocido como Directorio civil. Como ha señalado la historiadora Ángeles Barrio, "la popularidad que le había dado a Primo de Rivera el éxito de la campaña de África le permitía dar un paso adelante en la continuidad del régimen, devolver el ejército a los cuarteles y emprender una fase civil del Directorio. De hecho, el 3 de diciembre de 1925 Primo de Rivera constituía su primer gobierno de tipo civil, en el que sin embargo los puesto clave –Presidencia, ocupada por él mismo, Vicepresidencia y Gobernación, por Severiano Martínez Anido, y guerra por Juan O'Donnell, duque de Tetuán- se reservaban a militares. En el mismo acto de presentación del gobierno, para salir del paso de las especulaciones, cada vez más insistentes en diversos sectores, sobre la necesidad de una salida constitucional, Primo de Rivera hizo pública su intención de mantener en suspenso la Constitución y de no convocar elecciones".
El objetivo fijado por Primo de Rivera al nuevo Directorio civil era hacer la transformación económica y la preparación de leyes mediante las cuales, pasado un tiempo prudencial, se haya restablecido una normalidad legal, que guíe y rija la futura vida política de España.
Con el "Directorio civil" Primo de Rivera restableció el Consejo de Ministros con las carteras tradicionales y con una composición mitad civiles y mitad militares. Los civiles pertenecían a la Unión Patriótica, y entre ellos destacaban "las estrellas ascendentes del autoritarismo corporativo: José Calvo Sotelo [un antiguo "maurista" que en los dos años anteriores había ocupado la Dirección General de Administración Local] en Hacienda, Eduardo Aunós en Trabajo y el conde de Guadalhorce en Fomento". Otro ministro destacado era el conservador José Yanguas Messía en la cartera de Estado. Sin embargo, en las decisiones sobre los temas estrictamente políticos Primo de Rivera sólo las discutió con el general Martínez Anido.
Según Genoveva García Queipo de Llano, con el nombramiento del Directorio civil Primo de Rivera, "afirmaba su voluntad de permanecer en el poder y no marcaba ningún camino preciso para salir del régimen dictatorial".

## La fracasada institucionalización del régimen

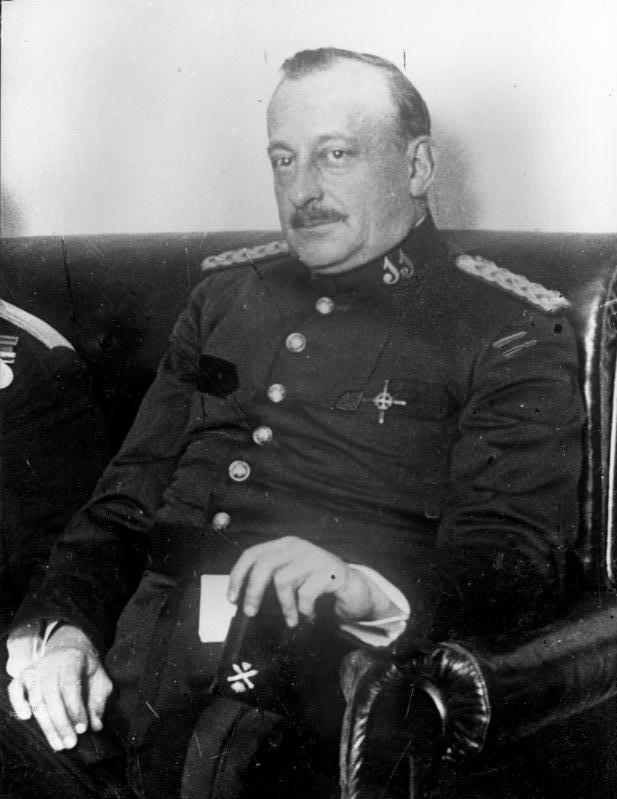
General Miguel Primo de Rivera.

El primer paso hacia la institucionalización del régimen había sido la fundación en abril de 1924 del "partido único" Unión Patriótica y el segundo la formación del propio "Directorio civil". Los pasos siguientes fueron el establecimiento de la Organización Corporativa Nacional y la convocatoria de la Asamblea Nacional Consultiva encargada de elaborar un proyecto de nueva Constitución.
Según González Calleja, "la convocatoria de la Asamblea Nacional Consultiva en septiembre de 1927 y la elaboración del proyecto de Constitución supusieron la ruptura definitiva de la Dictadura con el sistema parlamentario, provisionalmente suspendido cuatro años antes. Desde entonces, la UP rechazó los ideales de la Constitución de 1876 y optó por la implantación de un sistema corporativo, acentuando su antipoliticismo, su antiparlamentarismo, su antirreligionalismo y su centralismo".

### La Organización Corporativa Nacional (OCN) y la colaboración de la UGT
Para González Calleja, la Dictadura intentó seguir un camino intermedio entre el sindicalismo de libre asociación y el sindicalismo único y obligatorio de los totalitarismos. Para ello Primo de Rivera se propuso acabar con los sindicatos de clase para sustituirlos por "sindicatos" con meras funciones asistenciales, de educación y de disciplina de los propios asociados y que actuaran como intermediarios para elegir a los representantes de los trabajadores en los comités paritarios de las corporaciones de los diferentes oficios y profesiones que se proponía crear. Primo de Rivera lo expresó claramente a los pocos días de consumar el golpe de Estado: «Asociaciones obreras, sí, para fines de cultura, de protección y de mutualismo e, incluso, de sana política, pero no de resistencia y pugna con la producción».
La culminación de ese proceso se produjo en noviembre de 1926 con la creación de la Organización Corporativa Nacional, cuyo objetivo último, según la historiadora Ángeles Barrio, era garantizar la paz social mediante una política de intervención en el mundo del trabajo (lo que denomina como "corporativismo social").
La OCN constaba de un primer escalón formado por comités paritarios; un segundo constituido por las Comisiones Mixtas provinciales y, finalmente, un tercero, formado por los consejos de la corporación de cada oficio, que constituían el órgano superior. La representación de patronos y obreros era igual –paritaria- en cada paso. La pieza clave de la OCN eran los Comités Paritarios locales cuyo fin primodial era «regular la vida de la profesión o grupo de profesionales que corresponda».
Primo de Rivera ofreció la representación de la clase obrera en la OCN al sindicato socialista, la Unión General de Trabajadores (UGT), lo que causó una honda división entre los partidarios de colaborar con la Dictadura, encabezados por Francisco Largo Caballero, y los contrarios, cuyo líder era Indalecio Prieto Ganaron los primeros y la UGT se incorporó a la OCN lo que justificó con el argumento de que no restringía el derecho de huelga y de que consideraba democrática la forma de elección de los representantes obreros en los Comités Paritarios. En la OCN el sindicato socialista ocupó alrededor del 60% de la representación obrera en los Comités Paritarios y un porcentaje aún mayor en los dos escalones superiores. Sin embargo el incremento de los afiliados de UGT fue sólo de un 10% pasando de 211.000 en 1924 a 235.000 en 1928 –el PSOE por su parte pasó de 8.000 afiliados en 1924 a cerca de 13.000 en 1929-.
El sistema de los Comités Paritarios redujo considerablemente la conflictividad laboral, pero en los dos últimos años de la Dictadura conforme fue empeorando la situación económica volvieron a aparecer las huelgas. La respuesta del régimen fue recurrir a la represión, de la no se libró la UGT que vio como el Gobierno clausuraba 93 de sus centros.
Por su parte, los patronos -y los Sindicatos Libres- a partir de 1928 empezaron a criticar a la OCN por considerarla "estatalista" y "centralista". A finales de año las organizaciones empresariales se manifestaron ya abiertamente en contra y pidieron la disolución de los Comités Paritarios o al menos su reforma para que se limitaran a las labores de conciliación y arbitraje, y dejaran de legislar sobre las relaciones laborales y las condiciones de trabajo. Así fue como la OCN perdió "definitivamente el apoyo de las clases conservadoras, que vieron en el paternalismo primorriverista una amenaza directa a sus intereses", afirma Eduardo González Calleja.

### La Unión Patriótica

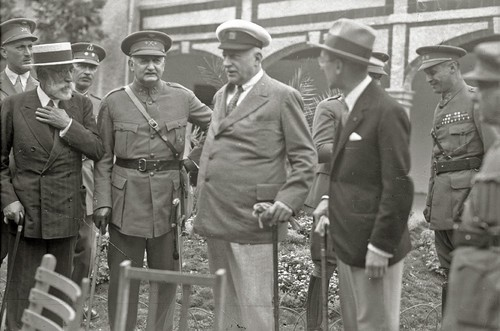
El general Miguel Primo de Rivera, en el centro vestido de paisano con gorro marinero, en San Sebastián en 1927.

A principios de julio de 1926 se celebró en Madrid la Asamblea Nacional de Uniones Patrióticas en la que se aprobaron los estatutos del partido y se eligieron a los miembros de los órganos del mismo, que desde su nacimiento en 1924 aún no se había dotado de una estructura que superara el ámbito provincial. Primo de Rivera fue ratificado como Jefe Nacional y se nombró un Consejo Directivo Nacional, y una Junta Directiva Nacional, "remedo del Gran Consejo Fascista" según Eduardo González Calleja, que estaba integrada por el presidente, el vicepresidente, el secretario general, los 50 jefes provinciales de la UP y 21 personas designadas directamente por Primo de Rivera. Pero lo cierto fue que tras la Asamblea este organismo sólo se reunió una vez, en octubre de 1927. A nivel provincial y local se reproducía la misma estructura con un Jefe provincial o local, con su correspondiente Junta Asesora, la mitad de cuyos miembros eran elegidos por él, pero en realidad quienes fiscalizaban la organización provincial de la UP seguían siendo los gobernadores civiles que eran quienes controlaban el nombramiento del Jefe provincial y de los Jefes locales.
Pocos meses después, en febrero de 1927, Primo de Rivera ordenó a los gobernadores civiles, un tercio de los cuales eran miembros de la UP, que nombraran a upetistas para los cargos de los ayuntamientos y en las diputaciones –en octubre de 1928 se estableció que constituyeran las cuatro quintas partes-, lo que fue visto con desconfianza por algunos de los miembros más destacados del Directorio civil como José Calvo Sotelo y Eduardo Aunós. Este último denunció que "infinidad de elementos" de los partidos del turno desalojados del poder "corrían a alistarse en las huestes del vencedor, porque lo único que les interesaba era estar siempre en auge".
En cuanto al número de afiliados se alcanzó el máximo en julio de 1927 con 1.319.428, según las cifras oficiales, y a partir de esa fecha descendió hasta situarse a finales de 1929 entre los 600,000 y los 700,000. Según González Calleja, un dato revelador de la "tibia acogida que tuvo el proyecto movilizador primorriverista entre la población española" fue la modesta tirada que alcanzó el diario de la UP y del régimen La Nación (50.000 ejemplares en 1927).
La UP se convirtió en un mero instrumento de propaganda del régimen, siempre dispuesta a acatar las órdenes de su Jefe Nacional –como la multitudinaria manifestación celebrada en Madrid el 13 de septiembre de 1928 en su apoyo-. En febrero de 1929 Primo de Rivera la convirtió también en una organización parapolicial en defensa del régimen al atribuirle funciones de investigación e información en colaboración con el Somatén, constituyendo ambas organizaciones una especie de "liga patriótica". Cuando se produjo el rechazo al proyecto de Constitución presentado en julio de 1929 la UP organizó una campaña por toda España en su defensa, que incluía ataques a la Constitución de 1876, y cuyo acto más destacado fue el gran mitin celebrado en el cine Monumental de Madrid a mediados de septiembre de 1929.

### La movilización y encuadramiento de las masas

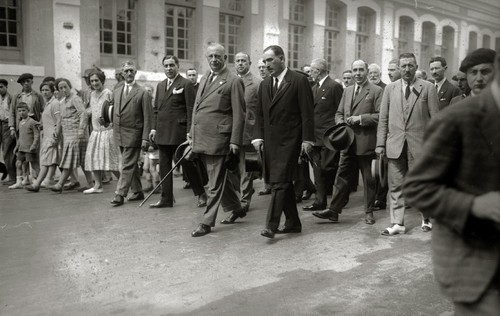
El general Miguel Primo de Rivera de paisano recorre las calles de Rentería en 1928

Como ha destacado Eduardo González Calleja, "la Dictadura inauguró en España las prácticas propagandísticas de masas propias de la Europa de entreguerras", articulando el que "estuvo cerca de ser el primer gran programa integral de nacionalización de masas de la historia contemporánea de España", ya que el régimen "comprendió desde el primer momento que la manipulación o la canalización de las reivindicaciones de estas masas [que entonces ingresaban en la vida política] era una tarea fundamental de cara a su propia pervivencia". Pero esta movilización estuvo muy lejos de adoptar los rituales de masas del fascismo porque en ella siempre estuvieron presentes las instituciones tradicionales como la Iglesia y el Ejército y se exaltaron los valores tradicionales, fundamentalmente los religiosos, aunque no estuvo ausente cierta "obsesión semitotalitaria", como la califica González Calleja, "por la creación de un hombre nuevo, laborioso, de vida intachable, caballeroso y sano, como la que el régimen pretendió forjar a través de la pedagogía desplegada en el cuartel, la iglesia o la escuela, o con su programa de educación cívica y premilitar". Por otro lado, según este mismo historiador, "no cabe desdeñar el influjo que este conato de movilización patriótica ejerció sobre los rituales nacionalistas que, con aroma de incienso y cuartel, elaboró la dictadura franquista menos de una década después".
La movilización de las masas adoptó la fórmula de grandes manifestaciones "patrióticas" de adhesión o desagravio al dictador organizadas por la Unión Patriótica (UP) en colaboración con el aparato del Estado, como la concentración en Madrid de dirigentes provinciales de la UP y de alcaldes de todo el país que se organizó en 1924 como respuesta a la publicación por Vicente Blasco Ibáñez de su libro de denuncia de la Dictadura y de la Monarquía titulado Alfonso XIII desenmascarado, que fue acompañada de la entrega a Primo de Rivera de un álbum con más de tres millones y medio de firmas de adhesión y de la distribución de medio millón de medallas en homenaje al rey.
Probablemente la manifestación "patriótica" más importante fue la que se celebró el 13 de septiembre de 1928, quinto aniversario del golpe de Estado que llevó a Primo de Rivera al poder. El dictador comunicó en un circular dirigida a las Uniones Patrióticas que el fin de la gran manifestación de Madrid era «demostrar lo que es UP, y compararán el bochornoso cuadro del viejo régimen con el que ofrece el actual, tan satisfactorio por tantos conceptos». Estuvo precedida de desfiles ante los Ayuntamientos el 8 de septiembre y de manifestaciones en las capitales de provincia al día siguiente, «a las que deben concurrir representantes de todos los comités locales, precedida o seguida de un acto de afirmación patriótica», además de la celebración de diversos actos culturales, folklóricos y propagandísticos «de admiración, gratitud y entusiasta adhesión al Salvador de España». El día 13 de septiembre por la mañana desfilaron por orden alfabético grupos representativos de las provincias ataviados con sus trajes típicos y acompañados de bandas de música —incluido un grupo de 46 caballistas andaluces con «preciosas muchachas montadas a la grupa»— delante de la tribuna situada en el recién inaugurado edificio del Ministerio de Instrucción Pública de la calle de Alcalá de Madrid, y que estaba presidida por Primo de Rivera, acompañado de los embajadores de Italia y de Portugal. Después tuvo lugar una gran concentración en la Plaza de Oriente sobrevolada por aeroplanos y a la que asistieron unas 100.000 personas y por la tarde se celebró una corrida de toros en la recién construida Plaza Monumental.

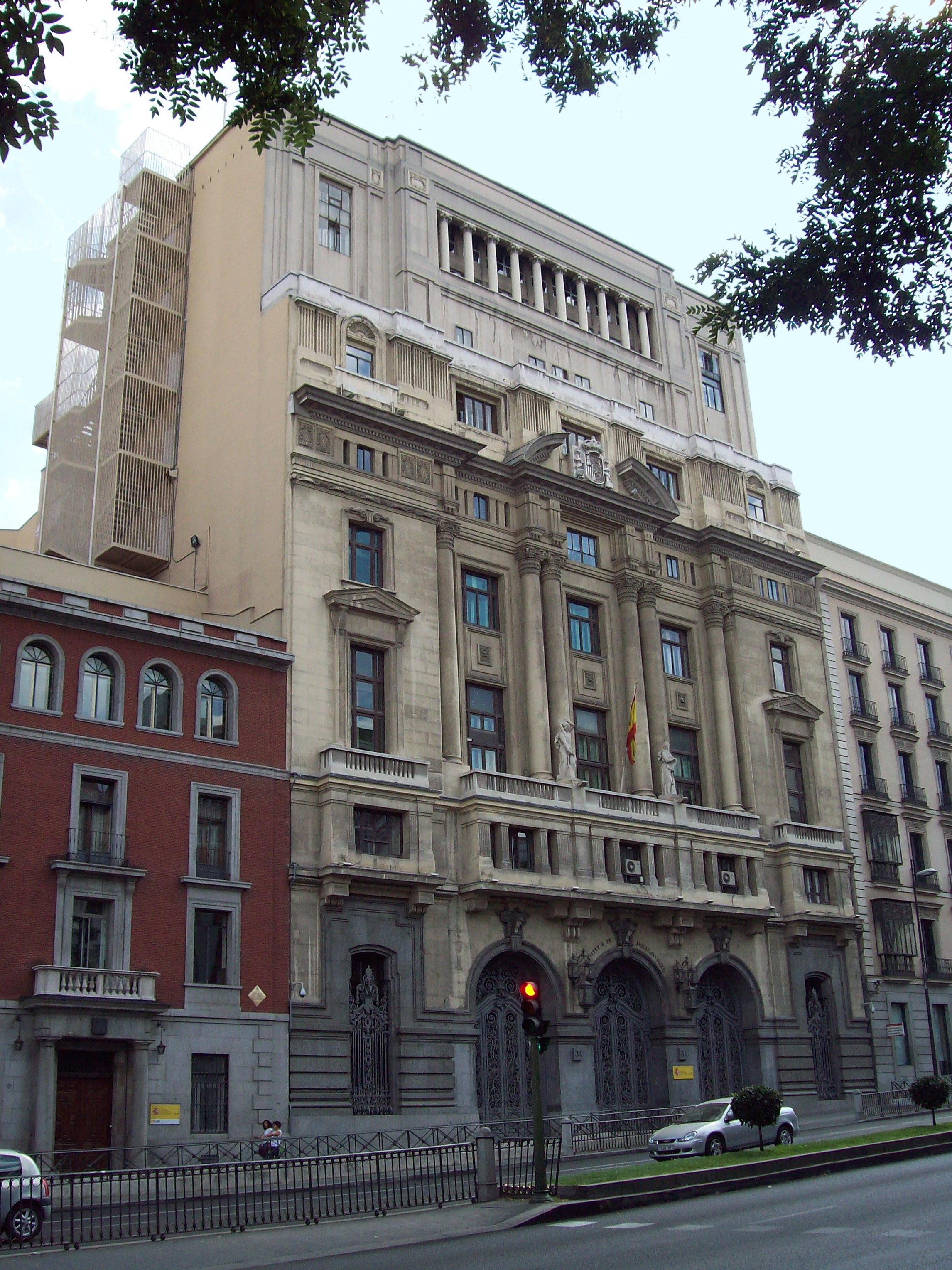
Fachada del edificio del Ministerio de Instrucción Pública y Bellas Artes de España, recién inaugurado, donde se instaló la tribuna que presidió la manifestación "patriótica" del 13 de septiembre de 1928.

Otro de los instrumentos utilizados para el adoctrinamiento de las masas fueron las ceremonias "patrióticas" organizadas por los delegados gubernativos, todos ellos militares, con ocasión de "la Fiesta de la Raza, el homenaje a las tropas de África, la jura de la bandera de los reclutas, la bendición de la bandera del Somatén o la Fiesta del Árbol" y las conferencias "patrióticas", también organizadas por los delegados gubernativos, en las que se promovieron "las virtudes y tradiciones de la raza hispana, el deber de defensa de la patria, la veneración del Jefe del Estado, el respeto a la autoridad, el amor a la naturaleza y la obligación de pagar impuestos", afirma Eduardo González Calleja. Estas conferencias se instituyeron oficialmente en enero de 1926 y debían realizarse los domingos –como los posteriores raduni domenicali fascistas italianos- en las salas capitulares de los ayuntamientos, una de cuyas finalidades era «sembrar ideas morales y patrióticas en las humildes inteligencias» de los campesinos. Para el adoctrinamiento de los niños en las escuelas se editó el Catecismo del Ciudadano, escrito por el capitán Teodoro de Iradier, fundador de los Exploradores de España, que pretendía complementar el mejoramiento de la raza con «la educación patriótica y práctica de nuestra juventud, educación que transforme sus hábitos y costumbres, educación que dé a las nuevas generaciones energías morales y físicas, adquiridas en grado tal, que haga de ellos los regeneradores futuros de nuestra Patria». El libro fue enviado a todas las escuelas acompañado de la Cartilla de Gimnasia.
Para el adoctrinamiento militar de los jóvenes antes de hacer el servicio militar se creó en enero de 1929 el Servicio Nacional de Educación Física, Ciudadana y Premilitar (SNEFCP). Su fin último, según Eduardo González Calleja, era "militarizar a la sociedad civil" creando un "nuevo ciudadano" que se rigiera por los valores militares. Otro de sus objetivos era «mejorar la raza». El SNEFCP quedó encargado de «la enseñanza de deberes ciudadanos e instrucción premilitar y gimnástica de los jóvenes» a partir de los 19 años. El Servicio se organizaría por partidos judiciales y al frente de los mismos se nombraría un comandante del Ejército, auxiliado por un sargento, que quedaría encargado de dirigir los programas de instrucción premilitar y de educación y de pronunciar conferencias patrióticas sobre temas políticos.
La educación física, a cargo del sargento auxiliar, se realizaría conforme al Reglamento de Gimnasia del Ejército, complementada con la práctica de juegos y deportes. En cuanto a la formación militar se centraría en el aprovechamiento del terreno para el combate y la práctica de tiro a corta distancia —los que superaran las pruebas de aptitud gozarían de ciertos privilegios cuando cumplieran el servicio militar obligatorio—. En cuanto a la "educación moral" su objetivo era desarrollar en los jóvenes «la exaltación del amor a la patria» y «todo aquello que tienda a hacerles orgullosos de ser españoles».
Los gobiernos civiles y los ayuntamientos recibieron instrucciones para que facilitaran locales, campos de tiro y gimnasios al SNEFCP y para que hicieran propaganda del mismo. Pero muchos alcaldes respondieron que carecían de fondos para atender la petición, y la Dictadura se vio obligada a cambiar el proyecto inicial. Los jefes militares pasaron a ser "inspectores" de los maestros que fueron los encargados de impartir la educación física y la educación premilitar. Las actividades del SNEFCP cesaron en enero de 1931, un año después de la caída de la Dictadura de Primo de Rivera, y la Segunda República Española la suprimió.

### La Asamblea Nacional Consultiva
El 4 de septiembre de 1926 la dirección de la Unión Patriótica hizo público un comunicado en el que solicitaba que se realizara un plebiscito coincidiendo con «el tercer aniversario del glorioso golpe de Estado» en el que se diera una oportunidad «para que la opinión exprese si es conveniente la organización de una Asamblea Suprema Nacional que coadyuve a la gobernación del Estado».
La consulta se celebró entre los días 11 y 13 de septiembre sin ninguna garantía, ya que las mesas estaban copadas por los miembros de la Unión Patriótica y los hombres y mujeres mayores de 18 años que participaron no votaban, sino que firmaban unas actas en apoyo del Dictador. Intervino algo más de la mitad del censo (7.478.502 sobre 13.110.897).
El mismo día 13 de septiembre de 1926 Primo de Rivera hizo público un manifiesto en el que habló del establecimiento de un parlamento cuya misión principal era «preparar y presentar escalonadamente al Gobierno, en un plazo de tres años, y con carácter de anteproyecto, una legislación general y completa que a su hora ha de someterse a un sincero contraste de la opinión pública, y en la parte que proceda, a la real sanción». De la legislación general destacó un «proyecto de leyes constituyentes».
Según Genoveva García Queipo de Llano, con la realización del plebiscito informal Primo de Rivera pretendía demostrar que contaba con el respaldo popular y presionar así al rey para que aceptara su propuesta de convocar una Asamblea Consultiva, no elegida. Durante un año Alfonso XIII se resistió, pero en septiembre de 1927, firmó la convocatoria de la Asamblea Nacional Consultiva.
En el Real Decreto-ley de 12 de septiembre de 1927 se decía que "no ha de ser un Parlamento, no legislará, no compartirá soberanías", sino un "órgano de información, controversia y asesoramiento de carácter general que colaborará con el Gobierno". Era "una asamblea corporativa, dependiente por completo del poder ejecutivo", "con miembros elegidos por los ayuntamientos, las diputaciones provinciales, las uniones patrióticas, los órganos del Estado y representantes destacados de la Administración, el ejército, la justicia o la Iglesia junto a otros representantes del trabajo, el comercio, la cultura, las artes y demás actividades por el gobierno, y pretendía ser la expresión de un modelo tripartito de representación —Administración, Sociedad y Partido— que tenía sus raíces en el corporativismo clásico y en el corporativismo fascista italiano".
La negativa de los socialistas a participar en la Asamblea supuso un revés para el proyecto de Primo de Rivera. Tampoco las Universidades, cada vez más enfrentadas con el régimen, enviaron representantes.
Según González Calleja, con la constitución de la ANC se "destruía la imagen de la Dictadura como régimen provisional, y abría el camino a la constitución de un régimen autoritario de carácter netamente liquidacionista, que pasaba de ser un estado de excepción coyuntural a convertirse en una empresa consciente de liquidación del régimen liberal-parlamentario".
El reglamento interno garantizaba un férreo control de la Asamblea por parte del gobierno, ya que era éste el que a través de la Mesa de la Asamblea fijaba el orden del día de las comisiones y les asignaba los temas de debate. Cuando una comisión acordaba un dictamen el presidente de la Asamblea lo remitía al gobierno, que decidía si procedía su discusión en el Pleno, cuyas sesiones estaban limitadas a cuatro al mes, y si procedía que se votara en el mismo —aunque a pesar de ello se trataron ciertos temas relevantes como el proyecto de nuevo Código Penal o la reforma de los estudios universitarios—. Además la Asamblea no ejerció la función de control del gobierno, y las pocas críticas que se produjeron no trascendieron a la opinión pública porque lo impidió la estricta censura de prensa de las reseñas parlamentarias.

### El proyecto de Constitución de 1929
En los debates de la Sección Primera encargada de elaborar el anteproyecto de Constitución pronto se evidenció una clara división entre los que, como Juan de la Cierva, defendían el mantenimiento de una parte de la Constitución de 1876 frente a los derechistas radicales que, como Ramiro de Maeztu, entendían que «la reforma constitucional ha de extenderse también a la materia de estos derechos, procediendo a su recorte», por lo que defendían la elaboración de una Constitución completamente nueva. Entre los partidarios de esta segunda opción se encontraban José María Pemán, considerado uno de los principales ideólogos de la Dictadura, y los mauristas, encabezados por Gabriel Maura Gamazo y por Antonio Goicoechea.
Primo de Rivera también se manifestó partidario de la elaboración de una nueva Constitución —sin tener en cuenta la Constitución de 1876— que debería basarse en un principio tomado del fascismo, la «soberanía del Estado», opuesto al principio liberal de soberanía nacional y al liberal-conservador de soberanía compartida entre el rey y las Cortes. Asimismo presentaba al Ejército como «brazo del Estado», por lo que lo situaba por encima de las Cortes, de una sola Cámara y elegidas por sufragio corporativo. La Unión Patriótica sería el partido único del nuevo régimen.
En la Sección Primera se impuso la posición de los mauristas, apoyada por Primo de Rivera, y se elaboró un anteproyecto de Constitución completamente nueva. El proyecto definitivo se hizo público el 5 de julio de 1929.
El reputado jurista Mariano Gómez lo calificó de carta otorgada y destacó que rompía completamente con la historia del constitucionalismo español. Los conservadores, los liberales, los republicanos y los socialistas lo rechazaron tajantemente y también suscitó críticas el seno de la Asamblea Nacional Consultiva.
En realidad el proyecto no satisfizo a nadie, ni siquiera a Primo de Rivera, a causa de los amplios poderes que se habían concedido al Consejo del Reino y, sobre todo, al Rey, en detrimento del Gobierno y de su presidente. El 13 de septiembre de 1929, sexto aniversario del golpe de Estado, Primo de Rivera hizo públicas sus reservas sobre el proyecto de Constitución, destacando su «desequilibrio de poderes» a favor de la Corona.
Así pocos meses después de su presentación el anteproyecto se hallaba completamente estancado, por lo que el debate político se centró ya en la apertura de un verdadero "período constituyente". Como ha señalado Genoveva García Queipo de Llano, "lo que acabó por arruinar a la Dictadura como fórmula política fue su propia incapacidad para encontrar una fórmula institucional diferente a la del pasado". Un punto de vista que es compartido por González Calleja: "El rápido fracaso del anteproyecto dejó al Gobierno en un callejón sin salida. Ello, unido a la acumulación de problemas políticos y a la crisis financiera, precipitó el descalabro del régimen".

## Las políticas aplicadas por el Directorio civil

### La política educativa
El Directorio civil continuó con la política educativa iniciada por el Directorio militar que, siguiendo los principios "regeneracionistas" tenía dos objetivos: reducir la elevada tasa de analfabetismo y "nacionalizar la escuela". En cuanto al primer objetivo, el éxito de la Dictadura fue innegable pues la tasa de analfabetismo se redujo diez puntos, pasando del 52,35% en 1920 al 42,33% en 1930. Ello fue posible gracias al incremento del presupuesto del Ministerio Instrucción Pública —que entre 1924 y 1930 se situó en el 5,74% de los Presupuestos Generales del Estado, aunque aún lejos del 11,93% asignado al Ministerio de Guerra o del 8,38% del correspondiente a los gastos en Marruecos— que permitió la construcción de 8.000 nuevas escuelas que acogieron a 300.000 nuevos alumnos, y ampliar la plantilla de maestros de primaria que pasó de 28.924 en 1923 a 34.680 en 1930, aunque sus salarios siguieron siendo muy bajos (entre las 2.500 y las 3.000 pesetas anuales).
En cuanto al segundo objetivo, "nacionalizar la escuela", se publicaron decretos y órdenes que aseguraran la enseñanza del castellano y en castellano y de la religión católica. El 11 de junio de 1926 un Real Decreto se volvió a insistir en que «los maestros que prescriban, abandonen o entorpezcan la enseñanza en sus escuelas del idioma oficial en aquellas regiones en que conserven otra lengua nativa, serán sometidos a expediente, pudiendo serles impuesta la suspensión de empleo y sueldo de uno a tres meses»". Si reincidían podrían ser trasladados a «otra provincia donde no se hable más que la lengua oficial» y las escuelas públicas o privadas podrían «ser clausuradas temporal o definitivamente». Por otro lado, en 1927 se estableció la obligatoriedad de la asistencia a misa para maestros y alumnos.
Respecto de la enseñanza secundaria la Dictadura siguió dejándola en manos de los colegios religiosos y no emprendió ningún plan de construcción de institutos públicos. En agosto de 1926 el ministro de Instrucción Pública el católico Eduardo Callejo de la Cuesta puso en marcha la reforma del Bachillerato, cuyas principales novedades fueron el mayor peso de la educación técnico-científica y de la asignatura de Historia de España y la enseñanza obligatoria de la Religión. El número de alumnos se incrementó en un 20%, debido a la mejora económica de las familias de clase media.
El número de alumnos universitarios experimentó un crecimiento espectacular ya que se duplicó entre 1923 y 1930, pasando de 27.000 a casi 60.000, un tercio de los cuales cursaban estudios en la Universidad Central de Madrid —donde en junio de 1929 comenzaron los trabajos de la nueva Ciudad Universitaria—. En 19 de mayo de 1928 la Gaceta de Madrid publicó el Real-Decreto Ley por el que se reformaban los Estudios Universitarios. La "reforma Callejo" incluía un artículo, el 53, que reconocía los títulos expedidos por los dos centros de estudios superiores privados existentes entonces en España, ambos propiedad de la Iglesia —los Agustinos de El Escorial y los Jesuitas de Deusto—, y que desató una oleada de protestas de los estudiantes universitarios, que no se aplacó cuando Primo de Rivera derogó el artículo, sino que continuó hasta la caída de la Dictadura, en enero de 1930, y de la Monarquía, en abril de 1931.

### La política religiosa
La política de la Dictadura fue potenciar la tutela moral de la Iglesia católica sobre la sociedad, para lo que apoyó a las autodenominadas Liga contra la Inmoralidad y Liga Nacional por la Defensa del Clero. A mediados de 1927 se establecieron Juntas Ciudadanas que entre otras funciones debían desarrollar campañas de moralización dirigidas a la represión de la blasfemia, el alcoholismo y la prostitución, así como al fomento del descanso dominical. Como ha destacado Eduardo González Calleja, "la prohibición de algunas celebraciones del Carnaval, la recogida de publicaciones antirreligiosas, las circulares contra la profanación de los días festivos y la inmoralidad de las costumbres crearon un ambiente de hipócrita puritanismo, donde el buen ciudadano patriótico, católico e intransigentemente moralista defendía una versión pacata del catolicismo, temerosa del cambio social, retrógrada y conformista", constituyendo, como ha señalado Shlomo Ben Ami, un antecedente del nacional-catolicismo de la dictadura franquista. "El estigma del colaboracionismo con la Dictadura tuvo funestas consecuencias para la Iglesia durante el proceso de cambio de régimen".
El único conflicto que tuvo Primo de Rivera con la Iglesia católica fue la oposición de los obispos catalanes, encabezados por el arzobispo de Tarragona, Francisco Vidal y Barraquer, y por el obispo de Barcelona Josep Miralles, a ordenar a los párrocos que predicaran en castellano. Así, la decisión de Primo de Rivera "de suprimir el empleo de la lengua catalana, incluso en la liturgia, pronto convirtió al clero catalán —como iba a suceder con el clero vasco y la Iglesia catalana bajo el franquismo— en el campeón de las libertades regionales y de la autonomía cultural.

### La política exterior

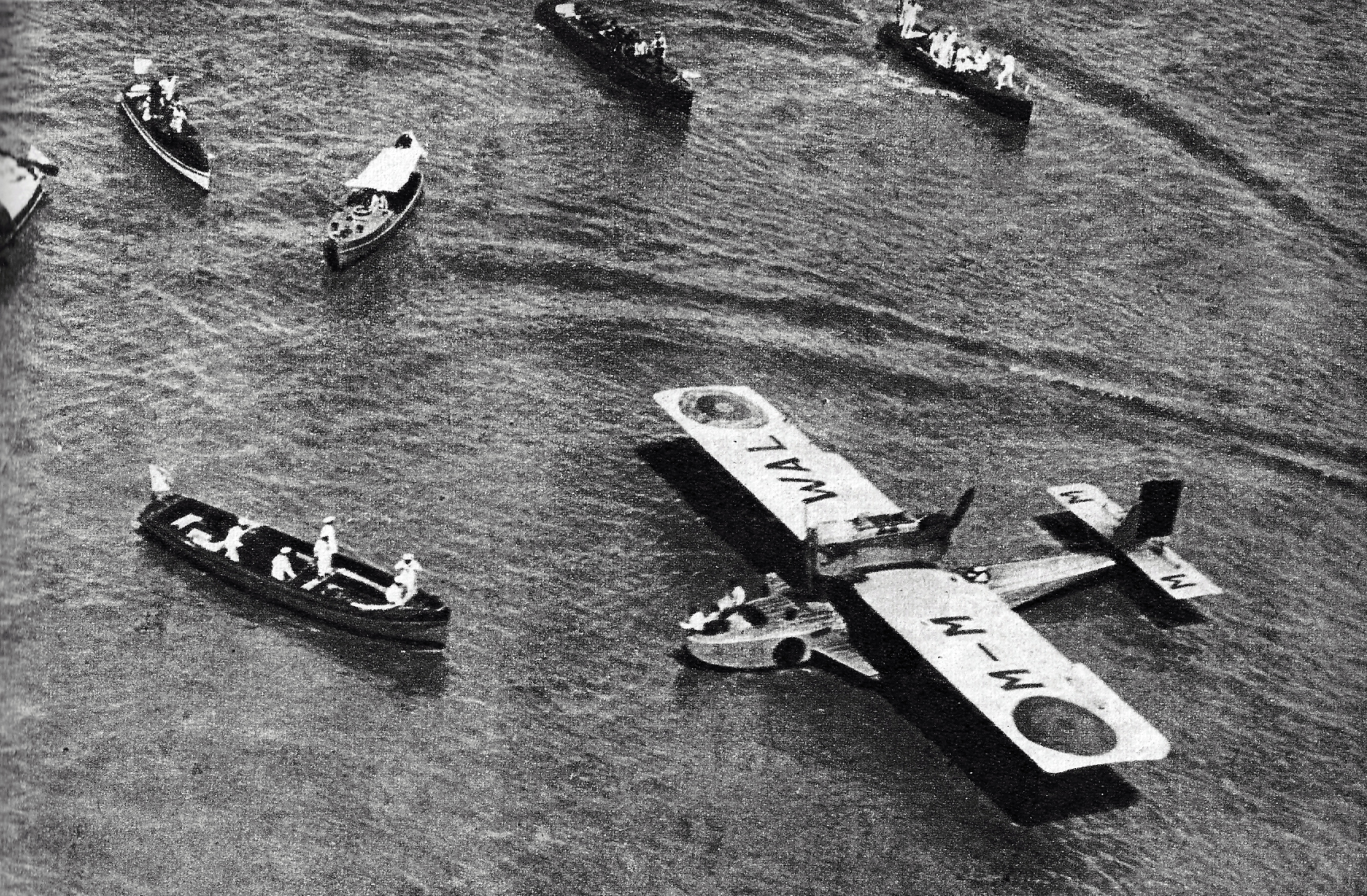
Amerizaje del Plus Ultra en el Río de la Plata, frente a Buenos Aires (enero de 1926)

El éxito en la pacificación de Marruecos tras el desembarco de Alhucemas impulsó una política exterior más "agresiva". Primo de Rivera exigió que España tuviera un puesto permanente en el Consejo de la Sociedad de Naciones y que Tánger, ciudad marroquí que contaba con una importante comunidad española o de origen español, se integrara en el Protectorado español de Marruecos. En esta segunda iniciativa contó con el apoyo inicial de Mussolini, lo que levantó las suspicacias de Francia y de Gran Bretaña, garantes junto con España, del estatuto internacional de Tánger, y, por otro lado, propició el acercamiento entre la Italia fascista y la España primorriverista que se plasmó en la firma el 7 de agosto de 1926 de un tratado de amistad entre los dos países.
Desde su fundación España había sido miembro del Consejo de la Sociedad de Naciones (SdN) al ser elegida por la Asamblea cada vez que había que renovar a los miembros no permanentes, por lo que la reivindicación de un puesto permanente era más bien una cuestión de prestigio. El 2 de marzo de 1926 Primo de Rivera envió a Ginebra a José Yanguas Messía para que explicara ante la Asamblea de la SdN las razones de la aspiración española pero no consiguió su objetivo. Entonces para forzar a la SdN a aceptar la propuesta Primo de Rivera reabrió la cuestión de Tánger y el 25 de agosto de 1926 solicitó su incorporación al Protectorado español de Marruecos. La oferta que le hicieron Francia y Gran Bretaña fue la de convertir a España en miembro permanente de facto del Consejo en virtud del compromiso de que sería reelegida indefinidamente para los puestos no permanentes del mismo. Pero Primo de Rivera rechazó el ofrecimiento y amenazó con abandonar la SdN, ya que el 4 de septiembre Alemania, la gran derrotada en la Gran Guerra, sí había sido admitida como miembro permanente del Consejo. Sin embargo, el dictador no cumplió su amenaza y en marzo de 1928 España retornó a sus actividades en la SdN, siendo reelegida para el Consejo por tres años más el 10 de septiembre de 1929. Lo único que consiguió Primo de Rivera fue que el Consejo de la Sociedad de Naciones se reuniera en Madrid el 6 de junio de 1929, y que España participara en la administración de Tánger —se le asignó el nombramiento del jefe de policía—, pero su estatuto de internacionalidad se mantuvo.

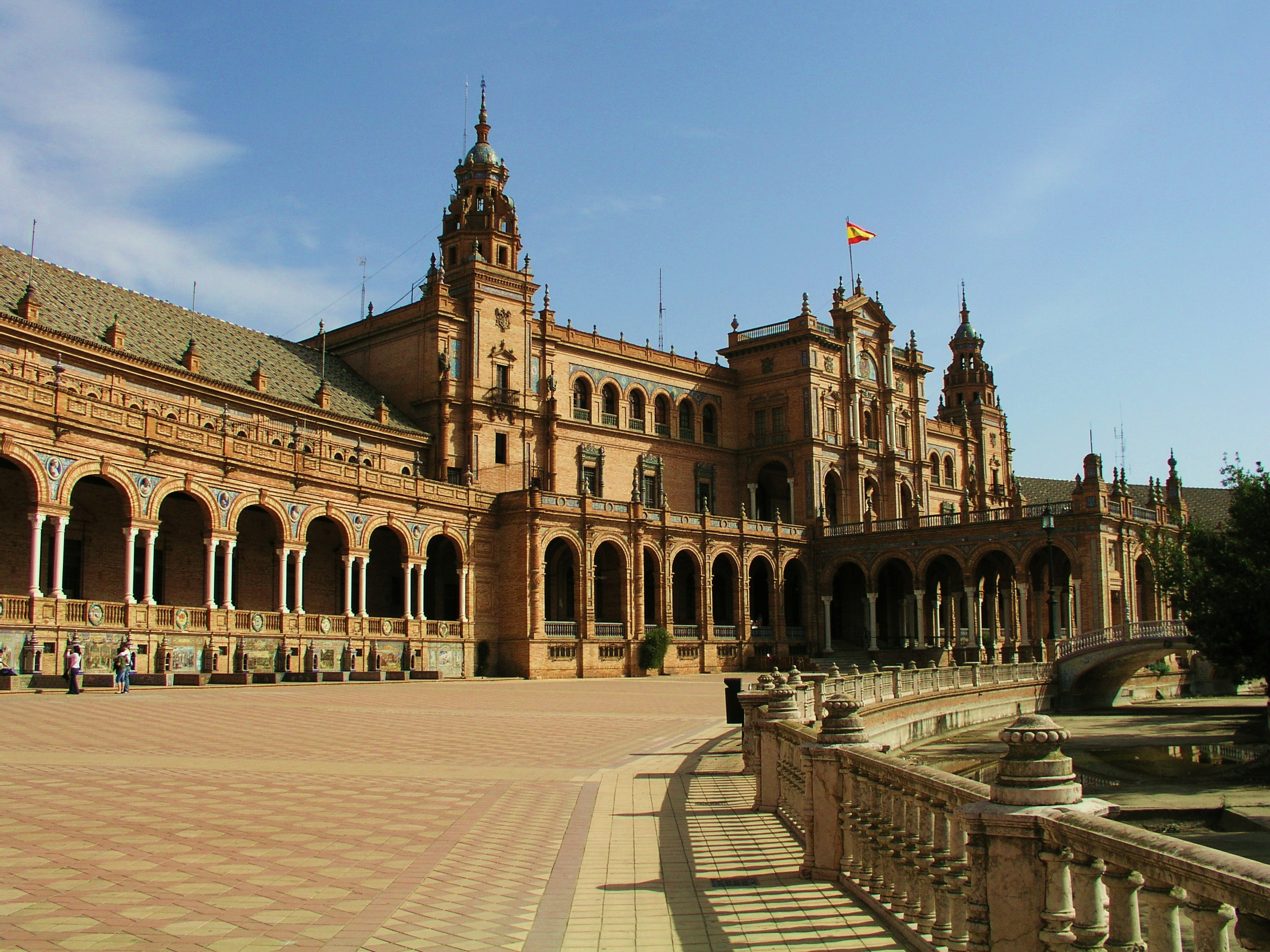
Plaza de España de la Exposición Iberoamericana de Sevilla de 1929.

Estos fracasos llevaron a Primo de Rivera a reorientar su política exterior hacia Portugal —relación que se vio favorecida por el triunfo en 1926 de un golpe de Estado militar que instauró un régimen similar al de la dictadura primorriverista— y hacia Hispanoamérica, un término que empezó a consolidarse entonces. Así la Dictadura patrocinó el viaje del Plus Ultra, un hidroavión pilotado por el comandante Ramón Franco que salió de Palos de la Frontera el 22 de enero de 1926 y llegó a Buenos Aires dos días después, tras haber hecho escala en las islas Canarias y en las de Cabo Verde. Un objetivo similar —estrechar los lazos entre la "madre patria" y las repúblicas americanas— tuvo la Exposición Iberoamericana de Sevilla inaugurada el 9 de mayo de 1929. Otros ejemplos de esta política panhispanista fueron la inauguración del Monumento a Cervantes de la Plaza de España de Madrid o la restauración del mausoleo de los Reyes Católicos en la Capilla Real de Granada.
La intención de mejorar las relaciones con las repúblicas americanas que fueron antiguas colonias españolas ya había sido manifestada por Primo de Rivera poco después del golpe de Estado, cuando el 12 de octubre de 1923 declaró su compromiso de «aumentar y consolidar las corrientes de amor entre España y América» y que estaría basado en «considerar a los americanos como hermanos nuestros, aspirando a que ellos nos concedan a nosotros idéntico título». Según Eduardo González Calleja, "en la práctica, Primo se identificó con la corriente conservadora del hispanoamericanismo vinculada al regeneracionismo finisecular: el panhispanismo conservador que mantenía el catolicismo como esencia básica de las relaciones hispano-americanas, de suerte que se dio prioridad a las relaciones espirituales y culturales sobre las económicas y las políticas".
González Calleja concluye: "En realidad, el acercamiento al subcontinente americano cumplía para la Dictadura la doble función de consolar a la opinión pública de los sinsabores de Marruecos y desviar la atención de una prensa amordazada".

### La política económica

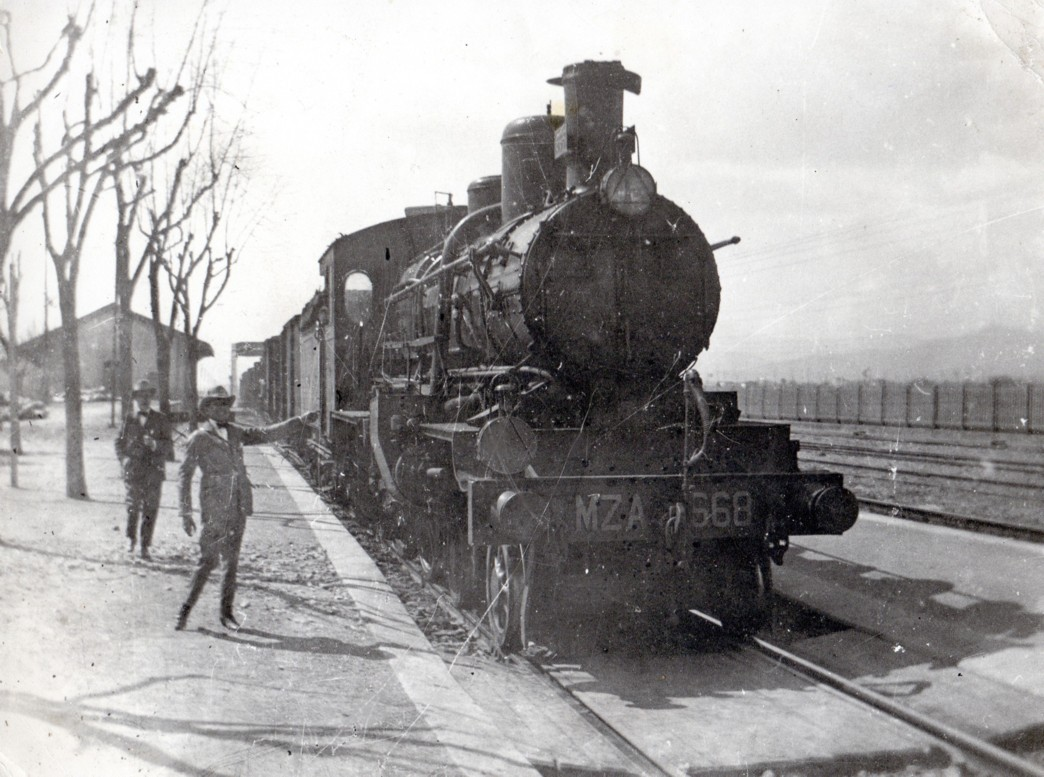
Locomotora de la MZA, una de las más potentes de su tiempo. La ampliación y modernización de la Red de Comunicaciones española fue una de las bazas de la Dictadura primorriverista.

La Dictadura centró su propaganda en los logros económicos, pero lo cierto es que en el notable crecimiento económico que se produjo en esos años tuvo mucho que ver la favorable coyuntura internacional (los "Felices Años Veinte"). Su política económica se basó en una mayor intervención del Estado, a través de organismos como el Consejo de Economía Nacional creado en 1924 (sin cuyo permiso no podía, por ejemplo, instalarse ninguna industria nueva),</ref> y en el proteccionismo de la "producción nacional". Dos logros importantes de la misma fueron la creación en junio de 1927 de CAMPSA, la Compañía Arrendataria del Monopolio de Petróleos, y de la Compañía Telefónica Nacional de España, con capital mayoritario de la ITT norteamericana. Pero donde más se hizo patente la política económica intervencionista de la Dictadura fue en las obras públicas, desde las obras hidráulicas —para cuyo aprovechamiento integral (energético, de riegos y de transporte) se crearon las Confederaciones Hidrográficas— a las carreteras (en 1926 se fundó el Circuito Nacional de Firmes Especiales que realizó unos 7.000 kilómetros de carreteras) y los ferrocarriles. También se llevó la electricidad al mundo rural. En realidad, según Ángeles Barrio, "nacionalismo económico a ultranza, intervencionismo y miedo a la competencia eran máximas ya tradicionales de la política económica en España, y Primo de Rivera sólo hizo que se desarrollaran y que alcanzaran en los años de la dictadura su máxima expresión".

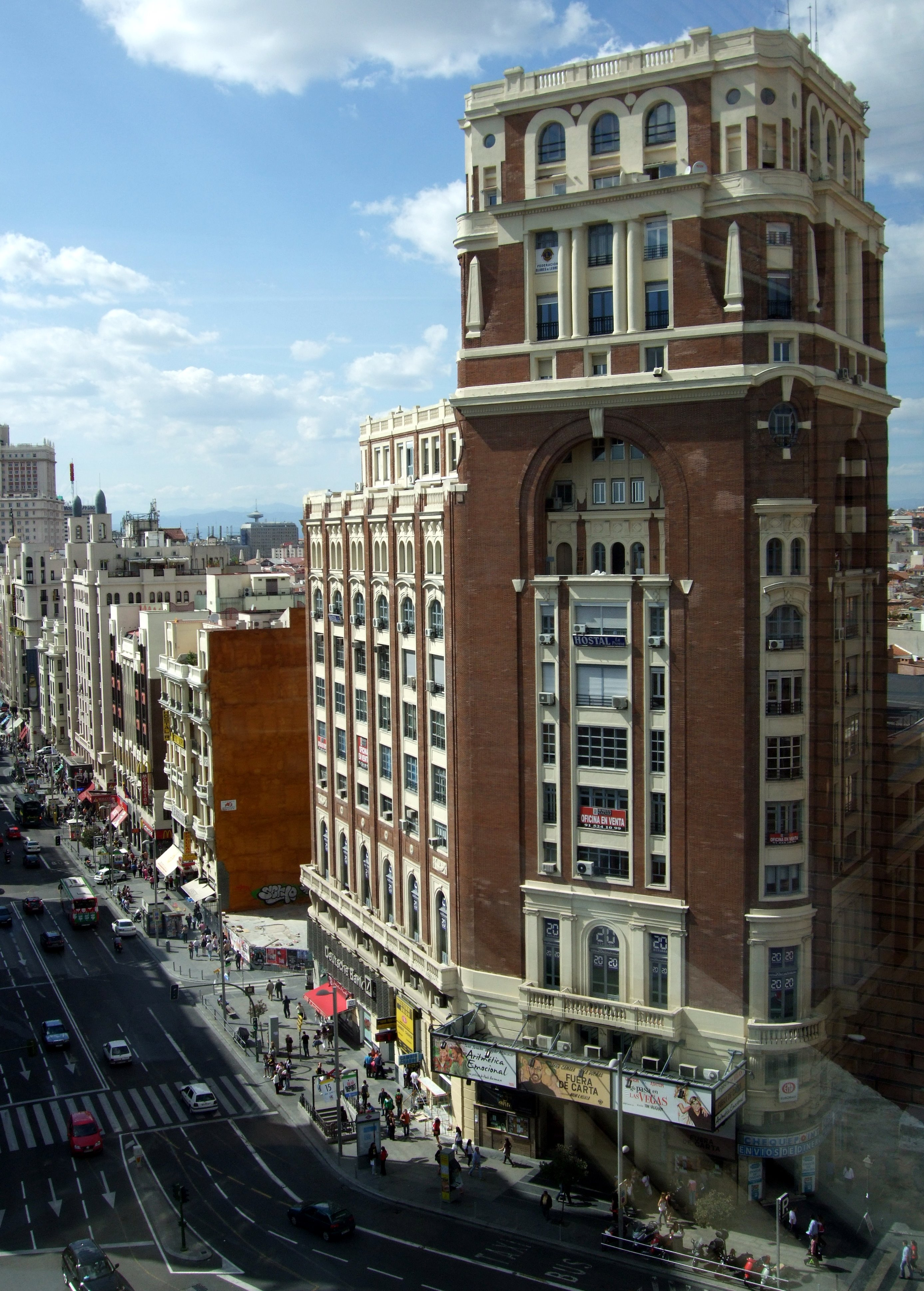
Edificio del Palacio de la Prensa en la Gran Vía de Madrid, inaugurado en 1929

Para financiar el considerable aumento del gasto público que supuso la política económica intervencionista de la dictadura, no se puso en marcha ningún tipo de reforma fiscal que incrementara los ingresos, por lo que se tuvo que recurrir a la emisión de Deuda, lo que produjo un fuerte endeudamiento exterior e interior, poniendo en riesgo la estabilidad de la peseta.
Uno de los puntos clave de la propaganda de la Dictadura había sido que había logrado restablecer el valor de la peseta –la "depreciación de la moneda" había sido una de las razones aducidas para justificar el golpe de Estado-. Cuando llegó al poder Primo de Rivera el cambio del dólar era de 7,50 pesetas y en los años siguientes la moneda española se revalorizó tanto respecto al dólar como a la libra esterlina. En 1927 el cambio del dólar era de 5,18 pesetas. El problema era que la revalorización de la peseta era en gran medida artificial ya que era debida fundamentalmente a los movimientos especulativos de capital extranjero atraídos por los altos tipos de interés y por las perspectivas alcistas de la moneda. Esto, por otro lado, alertó a los sectores exportadores que, encabezados por los industriales catalanes, protestaron porque el alza de la peseta dificultaba las ventas al exterior. Francisco Cambó acusó al gobierno de estar fomentando la especulación sobre la moneda.
En 1928 el movimiento especulativo cambió de signo –el capital extranjero empezó a abandonar el país- y se inició una depreciación progresiva de la peseta, alimentada por las dudas sobre la continuidad del régimen y por el elevado déficit presupuestario del Estado, que en 1928 superaba los 1000 millones de pesetas –el programa de obras públicas que había sido otro de los logros que había destacado la propaganda de la Dictadura se estaba financiando con la emisión de deuda pública, ya que los ingresos del Estado no habían aumentado al no haberse implantado ningún tipo de reforma fiscal-. La respuesta del ministro de Hacienda José Calvo Sotelo a la devaluación fue establecer en junio de 1928 el Comité de Intervención de los Cambios que contaba con un fondo de 500 millones de pesetas para a través de un sindicato bancario intervenir en el mercado de Londres para sostener la paridad de la peseta. Pero pronto se comprobó que la medida era insuficiente –Calvo Sotelo llegó a culpar a los "enemigos" del régimen de la pérdida de valor de la peseta-. La siguiente se acordó en diciembre de 1928 -la subida de medio punto en los tipos de interés- que no dio resultado, como tampoco lo dio el intento de restringir las importaciones para reducir el déficit de la balanza comercial.
En octubre de 1929 se suspendió la política de intervención de cambios. Los 500 millones de pesetas del CIC se habían gastado y no había servido para nada porque había continuado la caída de la paridad de la peseta respecto al dólar y a la libra. Al mes siguiente se decidió atajar uno de los problemas de fondo, el elevado déficit fiscal, y se puso fin al Presupuesto Extraordinario, el artificio contable que había ideado Calvo Sotelo para aumentar el gasto público sin que esto supusiera un aumento del déficit, pero Calvo Sotelo se siguió negando a devaluar la peseta, porque lo consideraba una decisión "antipatriótica" –además implicaba reconocer la debilidad de la Dictadura-. Su alternativa fue emitir un nuevo empréstito por valor de 350 millones de pesetas que debería ser suscrito por la banca española, confiando, según Eduardo González Calleja, "en que el patriotismo del capitalismo español cubriese la emisión, pero el empréstito fracasó estrepitosamente". Ante el fracaso de su política monetaria, Calvo Sotelo presentó su dimisión el 21 de enero de 1930, sólo unos días antes de la dimisión de Primo de Rivera.
El historiador Eduardo González Calleja hace el siguiente balance de la economía española durante la Dictadura de Primo de Rivera:

La Dictadura fue una de las etapas cruciales en el proceso de formación de la sociedad capitalista española, prolongando actitudes anteriores (nacionalismo), acentuando otras (intervencionismo estatal, prácticas monopolísticas, apoyo al poder financiero) o ensayando nuevas fórmulas de fomento de la producción y de distribución de la renta (organización corporativa, creación de nuevas entidades crediticias, retoques en el sistema tributario, etc. Fue una etapa dominada por un fuerte movimiento expansivo de la producción industrial, con un ritmo de crecimiento del 5,5% anual y una duración de ocho años, sin precedentes desde 1850-1870, aunque algunos autores concluyen que el rápido crecimiento de los veinte podría haber sido mayor de no haber sido porque el intervencionismo y el proteccionismo estatales impidieron aprovechar plenamente el ciclo expansivo exterior. Sin embargo, como advierte [Francisco] Comín, el proteccionismo, el corporativismo, el intervencionismo estatal y la existencia de oligopolios y monopolios resultaban habituales en la Europa entreguerras, si bien se manifestaron en España con una intensidad y unas peculiaridades distintas a las conocidas en otros países

### La política social
En 1924 Primo de Rivera nombró a Eduardo Aunós, antiguo militante de la Lliga Regionalista, subsecretario de Trabajo para que organizara el nuevo sistema corporativo de relaciones laborales —que culminaría con la creación de la Organización Corporativa Nacional en noviembre de 1926— y para que desarrollara una serie de medidas sociales. Aunque durante el periodo del Directorio militar ya se promulgaron las primeras —entre las que destacó el plan de construcción de viviendas baratas— fue durante el Directorio civil cuando se adoptaron la mayoría de ellas. En julio de 1926 se establecieron los subsidios para las familias numerosas de obreros y funcionarios, la reglamentación del retiro de los trabajadores y la regulación del trabajo a domicilio. En diciembre de ese año se aprobó la Ley de descanso dominical y al año siguiente se aprobaron medidas contra el trabajo nocturno de las mujeres. En 1928 se decretó la exención del impuesto de utilidades en jornales inferiores a 8,5 pesetas y en marzo de 1929 se incluyó a las mujeres embarazadas en el seguro de previsión. A lo largo de estos años se triplicó el número de beneficiarios del retiro obrero pasando de 1.212.633 en 1923 a 4.017.882 en 1930 gracias al notable incremento de los fondos del Instituto Nacional de Previsión —de los 20 millones para pensiones en 1922 se pasó a 292 en 1930—.

## La caída de la Dictadura

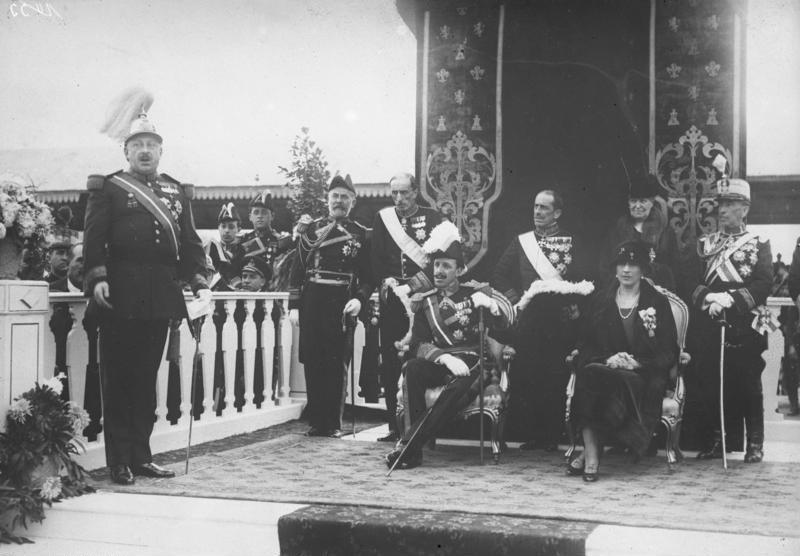
Primo de Rivera pronuncia un discurso ante los monarcas españoles con motivo del 25 aniversario de la entronización de Alfonso XIII.

Los sectores sociales y políticos que inicialmente habían prestado su apoyo a la Dictadura fueron retirándoselo: los nacionalismos periféricos cuando la Dictadura incumplió lo prometido sobre la "descentralización" y acabó disolviendo la Mancomunidad de Cataluña; las organizaciones empresariales descontentas con las "injerencias" de la UGT en sus empresas; los sectores intelectuales y universitarios que abandonaron su "benévola expectativa", desengañados con su "regeneracionismo" conservador; diversos grupos sociales y políticos liberales que veían cómo la Dictadura pretendía perpetuarse en el poder, incumpliendo su promesa de ser un "régimen temporal"; etc. La progresiva pérdida de apoyos de la Dictadura, hizo que el rey comenzara "a considerar que tal vez la Corona corría algún riesgo si seguía atada a la figura del dictador".
Hubo dos intentos de golpe de Estado para desbancar a Primo de Rivera del poder y retornar al sistema constitucional. El primero fue conocido como la Sanjuanada porque estaba previsto para el 24 de junio de 1926. El segundo tuvo lugar en enero de 1929 en Valencia y su principal impulsor fue el político conservador José Sánchez Guerra. En este último intento también tuvieron un papel destacado los artilleros. Entre los dos golpes de Estado fracasados se produjo el llamado complot de Prats de Molló, un intento de invasión de España desde la frontera francesa dirigido por Francesc Macià y su partido Estat Catalá, y en el que colaboraron grupos anarcosindicalistas catalanes de la CNT-AIT.
Al tiempo que la Dictadura fue perdiendo apoyos, crecieron los grupos de oposición. Entre los miembros de los partidos del turno, de la vieja política, que se enfrentaron a la Dictadura destacó el conservador José Sánchez Guerra, quien, tal como había prometido, cuando se convocó la Asamblea Nacional Consultiva se exilió de España, y más tarde participó en el intento de golpe de Estado de enero de 1929. Otros políticos irían aún más lejos y se pasarían abiertamente al campo republicano, como Niceto Alcalá-Zamora y Miguel Maura Gamazo, que fundaron la Derecha Liberal Republicana. Por su parte, los republicanos se vieron reforzados por el nuevo Grupo de Acción Republicana de Manuel Azaña y alcanzaron la unidad de acción con la "Alianza Republicana", fundada en febrero de 1926, en el aniversario de la Primera República Española.
Ante la progresiva pérdida de apoyos sociales y políticos y ante el crecimiento de los sectores que se oponían a la Dictadura, a lo que se añadió un factor personal (se estaba agravando la diabetes que padecía), Primo de Rivera pretendió reforzar su posición ante la Corona y buscó el apoyo directo del Ejército (el otro pilar en el que se sustentaba su poder). Pero la respuesta de los capitanes generales fue demasiado tibia (les había enviado una carta solicitando su apoyo para continuar) por lo que presentó su dimisión al rey el 28 de enero de 1930, que le fue aceptada en el acto. "Alfonso XIII, que era desde hacía seis años un rey sin Constitución, nombró al general Dámaso Berenguer [entonces jefe de la casa militar del rey] presidente del gobierno con el propósito de retornar a la normalidad constitucional".

## Composición
| ← Composición del Gobierno → (3 de diciembre de 1925-30 de enero de 1930) | ← Composición del Gobierno → (3 de diciembre de 1925-30 de enero de 1930) | ← Composición del Gobierno → (3 de diciembre de 1925-30 de enero de 1930) | ← Composición del Gobierno → (3 de diciembre de 1925-30 de enero de 1930) | ← Composición del Gobierno → (3 de diciembre de 1925-30 de enero de 1930) | ← Composición del Gobierno → (3 de diciembre de 1925-30 de enero de 1930) | ← Composición del Gobierno → (3 de diciembre de 1925-30 de enero de 1930) | ← Composición del Gobierno → (3 de diciembre de 1925-30 de enero de 1930) |
| Cargo                                                                     | Titular                                                                   | Titular                                                                   | Titular                                                                   | Inicio                                                                    | Fin                                                                       | Partido Político                                                          |                                                                           |
| ------------------------------------------------------------------------- | ------------------------------------------------------------------------- | ------------------------------------------------------------------------- | ------------------------------------------------------------------------- | ------------------------------------------------------------------------- | ------------------------------------------------------------------------- | ------------------------------------------------------------------------- | ------------------------------------------------------------------------- |
| Presidente                                                                | Miguel Primo de Rivera                                                    |                                                                           |                                                                           | 3 de diciembre de 1925                                                    | 30 de enero de 1930                                                       | Unión Patriótica                                                          |                                                                           |
| Estado (desde 1928 Asuntos Exteriores)                                    | Miguel Primo de Rivera                                                    | 20 de febrero de 1927                                                     | 30 de enero de 1930                                                       |                                                                           |                                                                           | Unión Patriótica                                                          |                                                                           |
| Vicepresidente                                                            | Severiano Martínez Anido                                                  |                                                                           |                                                                           | 3 de diciembre de 1925                                                    | 30 de enero de 1930                                                       | Unión Patriótica                                                          |                                                                           |
| Gobernación                                                               | Severiano Martínez Anido                                                  |                                                                           |                                                                           | 3 de diciembre de 1925                                                    | 30 de enero de 1930                                                       | Unión Patriótica                                                          |                                                                           |
| Estado                                                                    | José María Yanguas y Messía                                               |                                                                           |                                                                           | 3 de diciembre de 1925                                                    | 20 de febrero de 1927                                                     | Unión Patriótica                                                          |                                                                           |
| Gracia y Justicia (desde 1928 Justicia y Culto)                           | Galo Ponte y Escartín                                                     |                                                                           |                                                                           | 3 de diciembre de 1925                                                    | 30 de enero de 1925                                                       | Unión Patriótica                                                          |                                                                           |
| Guerra (desde 1928 Ejército)                                              | Juan O’Donnell y Vargas                                                   |                                                                           |                                                                           | 3 de diciembre de 1925                                                    | 26 de marzo de 1928                                                       | Unión Patriótica                                                          |                                                                           |
| Guerra (desde 1928 Ejército)                                              | Severiano Martínez Anido (interino)                                       |                                                                           |                                                                           | 26 de marzo de 1928                                                       | 3 de noviembre de 1928                                                    | Unión Patriótica                                                          |                                                                           |
| Guerra (desde 1928 Ejército)                                              | Julio Ardanaz y Crespo                                                    |                                                                           |                                                                           | 3 de noviembre de 1928                                                    | 30 de enero de 1930                                                       | Unión Patriótica                                                          |                                                                           |
| Hacienda                                                                  | José Calvo Sotelo                                                         |                                                                           |                                                                           | 3 de diciembre de 1925                                                    | 21 de enero de 1930                                                       | Unión Patriótica                                                          |                                                                           |
| Hacienda                                                                  | Francisco Moreno Zuleta                                                   |                                                                           |                                                                           | 21 de enero de 1930                                                       | 30 de enero de 1930                                                       | Unión Patriótica                                                          |                                                                           |
| Marina                                                                    | Honorio Cornejo Carvajal                                                  |                                                                           |                                                                           | 3 de diciembre de 1925                                                    | 3 de noviembre de 1928                                                    | Unión Patriótica                                                          |                                                                           |
| Marina                                                                    | Mateo García de los Reyes                                                 |                                                                           |                                                                           | 3 de noviembre de 1928                                                    | 30 de enero de 1930                                                       | Unión Patriótica                                                          |                                                                           |
| Fomento                                                                   | Rafael Benjumea y Burín                                                   |                                                                           |                                                                           | 3 de diciembre de 1925                                                    | 30 de enero de 1928                                                       | Unión Patriótica                                                          |                                                                           |
| Instrucción Pública y Bellas Artes                                        | Eduardo Callejo de la Cuesta                                              |                                                                           |                                                                           | 3 de diciembre de 1925                                                    | 30 de enero de 1930                                                       | Unión Patriótica                                                          |                                                                           |
| Trabajo, Comercio e Industria (desde 1928 Trabajo y Previsión)            | Eduardo Aunós Pérez                                                       |                                                                           |                                                                           | 3 de diciembre de 1925                                                    | 30 de enero de 1930                                                       | Unión Patriótica                                                          |                                                                           |
| Economía Nacional                                                         | Francisco Moreno Zuleta                                                   |                                                                           |                                                                           | 3 de noviembre de 1928                                                    | 21 de enero de 1930                                                       | Unión Patriótica                                                          |                                                                           |
| Economía Nacional                                                         | Sebastián Castedo Palero                                                  |                                                                           |                                                                           | 21 de diciembre de 1923                                                   | 7 de febrero de 1924                                                      | Unión Patriótica                                                          |                                                                           |

| Predecesor: Directorio militar | 3 de diciembre de 1925-30 de enero de 1930 | Sucesor: Gobierno de Dámaso Berenguer |